# Estados Unidos nos Jogos Olímpicos de Inverno de 1988
Os Estados Unidos competiram nos Jogos Olímpicos de Inverno de 1988 em Calgary, Canadá.